# Nyírmártonfalva
Nyírmártonfalva é um município da Hungria, situado no condado de Hajdú-Bihar. Tem 57,48 km² de área e sua população em 2015 foi estimada em 2.034 habitantes.